# Festival Internacional de Cine de San Sebastián 1967
La 15.ª edición del Festival Internacional de Cine de San Sebastián tuvo lugar entre el 12 y el 21 de junio de 1967. En esta edición continuaba teniendo la categoría A de la FIAPF como festival competitivo no especializado.

## Desarrollo
Fue inaugurado el día 11 de junio en el Palacio de San Telmo por el nuevo director del festival, Miguel de Echarri, el alcalde de San Sebastián José Manuel Elósegui Lizariturry y el subdirector general de Cinematografía Florentino Soria, y acabó y con un concierto de Nicanor Zabaleta y un castillo de fuegos artificiales. Asistieron los actores españoles Marisol González (nombrada locutora oficial del festival), Isabel Garcés, Pilar Cansino, María Martín, Rosanna Yanni, José Bódalo, Eduardo Fajardo y José Bastida. La primera película proyectada fue El Dorado de Howard Hawks con John Wayne y Robert Mitchum. El día 14 se proyectaron Szevasz, Vera ! de János Herskó, mientras en la sección informativa se proyectaron Cul-de-sac de Roman Polanski y Blow Up de Michelangelo Antonioni. El día 15 se proyectaron ¡Al diablo con este cura! y Zwei wie wir. El día 15 se estrena The Family Way y La ragazza e il generale, protagonizada per Virna Lisi y Rod Steiger. El día 17 se proyectó La loi du survivant y fuera de concurso Béla de Stanislav Rostotski. El día 18 y 19 se exhibieron Una historia de amor de Jordi Grau, Le scandale y Dos en la carretera. El día 20 se exhibió fuera de concurso Marat-Sade y Vražda po česku. El día 21 se entregaron los premios.

## Jurados
Jurado Oficial
- Conchita Montes
- Alberto Lattuada
- José Luis Dibildos
- Francisco Echeverría
- Oldřich Lipský

## Películas

### Programa Oficial
Las 14 películas siguientes fueron presentadas en el programa oficial:
| Título en España              | Título original               | Director(es)             | País           |
| ----------------------------- | ----------------------------- | ------------------------ | -------------- |
| ¡Al diablo con este cura!     | ¡Al diablo con este cura!     | Carlos Rinaldi           | Argentina      |
| Diminetile unui baiat cuminte | Diminetile unui baiat cuminte | Andrei Blaier            | Rumanía        |
| El Dorado                     | El Dorado                     | Howard Hawks             | EE. UU.        |
| Il tigre                      | Il tigre                      | Dino Risi                | Italia         |
| La ley del superviviente      | La loi du survivant           | José Giovanni            | Francia        |
| La muchacha y el general      | La ragazza e il generale      | Pasquale Festa Campanile | Italia         |
| Champaña para un asesino      | Le scandale                   | Claude Chabrol           | Francia        |
| Hola, Vera                    | Szevasz, Vera!                | János Herskó             | Hungría        |
| Luna de miel en familia       | The Family Way                | John y Roy Boulting      |                |
| Dos en la carretera           | Two for the Road              | Stanley Donen            | EE.UU.         |
| Una historia de amor          | Una historia de amor          | Jorge Grau               | España         |
| Vražda po česku               | Vražda po česku               | Jiří Weiss               | Checoslovaquia |
| Jowita                        | Jowita                        | Janusz Morgenstern       | Polonia        |
| Zwei wie wir                  | Zwei wie wir                  | Karl Hamrun              | RFA            |

### Fuera de concurso
| Título en España        | Título original      | Director(es)        | País        |
| ----------------------- | -------------------- | ------------------- | ----------- |
| Descalzos por el parque | Barefoot in the Park | Gene Saks           | EE.UU.      |
| Marat-Sade              | Marat-Sade           | Peter Brook         | Reino Unido |
| Béla                    | Béla                 | Stanislav Rostotsky | Polonia     |

## Palmarés
Ganadores de la Sección oficial del 15º Festival Internacional de Cine de San Sebastián de 1967:
- Concha de Oro a la mejor película: Dos en la carretera, de Stanley Donen
- Concha de Oro al mejor cortometraje: Piero Gherardi, de Nadia Werba
- Concha de Plata:
  - Il tigre de Dino Risi
  - Vražda po česku de Jiří Weiss
- Concha de Plata a la mejor dirección: Janusz Morgenstern, por Jowita
- Concha de Plata a la mejor actriz: Serena Vergano, por Una historia de amor
- Concha de Plata al mejor actor:
  - John Mills, por Luna de miel en familia
  - Maurice Ronet, por Champaña para un asesino